# Гевара, Аллен
А́ллен Эсте́бан Гева́ра Су́ньига (исп. Allen Esteban Guevara Zúñiga; род. 16 апреля 1989, Либерия, Коста-Рика) — коста-риканский футболист, полузащитник клуба «Алахуэленсе» и сборной Коста-Рики.

## Клубная карьера
В 2008 году Гевара начал карьеру в клубе из своего родного города «Мунисипаль Либерия». Отыграв в команде два сезона он перешёл в «Алахуэленсе». 10 октября 2010 года в матче против «Эредиано» он дебютировал за новый клуб. Через неделю в поединке против УКР Аллен забил свой первый гол за команду. В 2013 году Гевара помог Алахуэленсе выиграть первенство Коста-Рики.

## Международная карьера
В 2009 году Гевара в составе молодёжной сборной Коста-Рики занял четвёртое место на молодёжном Чемпионате мира в Египте.
15 января 2011 года в матче Центральноамериканского кубка против сборной Гондураса Аллен дебютировал за сборную Коста-Рики. В том же году Гевара принял участие в розыгрыше Золотого кубка КОНКАКАФ. На турнире он сыграл в матчах против сборных Мексики и Сальвадора. В том же году Аллен выступал на Кубке Америки. Он сыграл в матче против Боливии.

## Достижения
Командные
 «Алахуэленсе»
- Чемпионат Коста-Рики по футболу — Иверано 2010
- Чемпионат Коста-Рики по футболу — Верано 2011
- Чемпионат Коста-Рики по футболу — Иверано 2011
- Чемпионат Коста-Рики по футболу — Иверано 2012
- Чемпионат Коста-Рики по футболу — Иверано 2013